# Just Dance 4
Just Dance 4 is een muziekspel ontwikkeld en uitgegeven door Ubisoft. Het spel is in Europa uitgebracht op 2 oktober voor de Wii, PlayStation 3 en de Xbox 360. Bij de Xbox 360-versie dient naast de Xbox 360 ook de Kinect te worden gebruikt. Bij de Playstation 3 dienen Play Station Move-controllers(op Wii-afstandsbedieningen lijkende controllers voor de Playstation) te worden gebruikt. De uitgave voor de Wii U is uitgebracht op 30 november. In de trailer, die in juni verscheen zijn verschillende bekendheden als zanger Flo Rida, Shane Dawson en violiste Lindsey Stirling te zien.

## Spelverloop
Het spel is sterk te vergelijken met de andere spellen uit de Just Dance-reeks. De speler moet zo goed mogelijk de bewegingen van choreografen nadoen om punten te scoren. Nieuwe aspecten in Just Dance 4 zijn de Just Sweat Mode, bonus choreografieën (zogenaamde Dance Mash-up's) voor de nummers en een Puppet Master Mode exclusief voor de Wii U, waar een speler de Wii U GamePad bedient om de choreografieën te beheren. De modes Simon Says Mode, Playlists, Medley, Speed Shuffle en de 8 Player Mode zijn verwijderd in Just Dance 4.
De spelers hebben een 'Dance Quests', zes opdrachten voor ieder nummer waar ze aan moeten proberen te voldoen. Wanneer de opdrachten compleet zijn, kan men punten winnen voor de Mojo. Spelers kunnen ook een 'Dancer Card' aanmaken, dat laat zien wat hun favoriete nummers zijn, beste scores, totale speeltijd en meer. Online leaderbords zijn beschikbaar voor de Wii U, PlayStation 3 en de Xbox 360.

## Lijst met nummers
Just Dance 4 bevat 50 nieuwe nummers.
| Liedje                                       | Artiest                                 | Moeilijkheidsgraad | Jaar | Mode       | Danser(s) |
| -------------------------------------------- | --------------------------------------- | ------------------ | ---- | ---------- | --------- |
| (I've Had) The Time of My Life               | Bill Medley & Jennifer Warnes           | 3                  | 1987 | Duet       | ♀/♂       |
| Ain't No Other Man* (W)                      | The Girly Team                          | 2                  | 2006 | Solo       | ♀         |
| Asereje (The Ketchup Song)                   | Las Ketchup                             | 1                  | 2002 | Duet       | ♀/♀       |
| Beauty and a Beat                            | Justin Bieber featuring Nicki Minaj     | 3                  | 2012 | Solo       | ♂         |
| Beware of the Boys (Mundian To Bach Ke)      | Panjabi MC                              | 2                  | 1988 | Dance Crew | ♀/♀/♀/♀   |
| Brand New Start (C)                          | Anja                                    | 2                  | 2012 | Solo       | ♀         |
| Call Me Maybe                                | Carly Rae Jepsen                        | 1                  | 2012 | Solo       | ♀         |
| Can't Take My Eyes Off You                   | Boys Town Gang                          | 1                  | 1982 | Duet       | ♀/♀       |
| Cercavo Amore (P)                            | Emma                                    | 3                  | 2012 | Solo       | ♀         |
| Crazy Little Thing                           | Anja                                    | 3                  | 2012 | Solo       | ♀         |
| Crucified                                    | Army of Lovers                          | 3                  | 1991 | Dance Crew | ♀/♂/♀/♂   |
| Diggin' in the Dirt (P)                      | Stefanie Heinzmann                      | 2                  | 2012 | Solo       | ♀         |
| Disturbia                                    | Rihanna                                 | 3                  | 2008 | Solo       | ♀         |
| Domino (W)                                   | Jessie J                                | 1                  | 2011 | Solo       | ♀         |
| Everybody Needs Somebody to Love*            | Dancing Bros.                           | 2                  | 1993 | Duet       | ♂/♂       |
| Good Feeling                                 | Flo Rida                                | 2                  | 2011 | Solo       | ♂         |
| Good Girl (N)                                | Carrie Underwood                        | 1                  | 2012 | Solo       | ♀         |
| Hit 'em Up Style                             | Blu Cantrell                            | 1                  | 2001 | Solo       | ♀         |
| Hot for Me                                   | A.K.A                                   | 2                  | 2012 | Solo       | ♂         |
| I Like It Like That                          | The Miracles                            | 2                  | 1994 | Duet       | ♀/♂       |
| Istanbul                                     | They Might Be Giants                    | 2                  | 1990 | Dance Crew | ♂/♂/♂/♀   |
| Jailhouse Rock                               | Elvis Presley                           | 1                  | 1957 | Dance Crew | ♂/♀/♂/♀   |
| Livin' La Vida Loca                          | Ricky Martin                            | 3                  | 1999 | Solo       | ♂         |
| Love You Like a Love Song                    | Selena Gomez & the Scene                | 1                  | 2011 | Solo       | ♀         |
| Make the Party (Don't Stop)                  | Bunny Beatz                             | 2                  | 2012 | Solo       | ♂         |
| Maneater                                     | Nelly Furtado                           | 2                  | 2006 | Solo       | ♀         |
| Mas Que Nada                                 | Sérgio Mendes featuring Black Eyed Peas | 1                  | 2006 | Solo       | ♀         |
| Moves like Jagger                            | Maroon 5 featuring Christina Aguilera   | 2                  | 2011 | Solo       | ♂         |
| Mr. Saxobeat                                 | Alexandra Stan                          | 1                  | 2011 | Solo       | ♀         |
| Never Gonna Give You Up                      | Rick Astley                             | 1                  | 1987 | Solo       | ♂         |
| Oh No!                                       | Marina and the Diamonds                 | 3                  | 2010 | Solo       | ♀         |
| On the Floor                                 | Jennifer Lopez featuring Pitbull        | 1                  | 2011 | Solo       | ♀         |
| Oops!... I Did It Again*                     | The Girly Team                          | 2                  | 2000 | Dance Crew | ♀/♀/♀/♀   |
| Rock Lobster                                 | The B-52's                              | 2                  | 1979 | Duet       | ♀/♂       |
| Rock N' Roll (Will Take You To The Mountain) | Skrillex                                | 2                  | 2010 | Solo       | ♂         |
| Run the Show                                 | Kat DeLuna featuring Busta Rhymes       | 3                  | 2008 | Duet       | ♀/♀       |
| So What                                      | P!nk                                    | 1                  | 2008 | Solo       | ♀         |
| Some Catchin' Up to Do                       | Sammy                                   | 1                  | 2012 | Solo       | ♀         |
| Super Bass                                   | Nicki Minaj                             | 3                  | 2011 | Solo       | ♀         |
| Superstition                                 | Stevie Wonder                           | 1                  | 1972 | Solo       | ♂         |
| The Final Countdown                          | Europe                                  | 3                  | 1986 | Duet       | ♂/♂       |
| Time Warp*                                   | Time Wrap                               | 3                  | 1975 | Dance Crew | ♂/♀/♀/♂   |
| Tribal Dance                                 | 2 Unlimited                             | 3                  | 1993 | Duet       | ♂/♀       |
| Umbrella (E)                                 | Rihanna                                 | 1                  | 2007 | Solo       | ♀         |
| Want U Back (W)                              | Cher Lloyd featuring Astro              | 1                  | 2012 | Solo       | ♀         |
| We No Speak Americano*                       | Hit The Electro Beat                    | 2                  | 2010 | Solo       | ♂         |
| What Makes You Beautiful                     | One Direction                           | 1                  | 2011 | Dance Crew | ♂/♂/♂/♂   |
| Wild Wild West                               | Will Smith                              | 3                  | 1999 | Dance Crew | ♀/♂/♀/♂   |
| You Make Me Feel (C)                         | Cobra Starship featuring Sabi           | 2                  | 2011 | Solo       | ♂         |
| You're the First, the Last, My Everything    | Barry White                             | 1                  | 1974 | Dance Crew | ♂/♂/♂/♂   |

- Een * wijst aan dat de track niet de originele versie is, maar een 'cover'.
- Een (W) wijst aan dat de track een exclusieve nummer is voor de Wii U.
- Een (N) wijst aan dat de track een exclusieve nummer is voor de Noord-Amerikaanse versie (NTSC).
- Een (P) wijst aan dat de track een exclusieve nummer is voor de Europese versie (PAL).
- Een (E) wijst aan dat de track een exclusieve nummer is voor de Special Edition in Europa van de Wii en Xbox versies van het spel, maar op alle consoles bespeelbaar is in de NTSC-versie en PS3 versie.
- Een (C) wijst aan dat de track een unlockbare nummer is voor de Amerikaanse Cheetos-actie.

### Alternatieve routines
Daarnaast hebben bepaalde nummers een alternatieve routine, die kunnen worden ontgrendeld via de Mojo of als downloadbare content. Het spel bevat 10 alternatieve routines. 
| Nummer                           | Artiest                           | Niveau | Jaar | Mode         | Danser(s) | Opmerkingen     |
| -------------------------------- | --------------------------------- | ------ | ---- | ------------ | --------- | --------------- |
| Call Me Maybe                    | Carly Rae Jepsen                  | 3      | 2012 | Solo         | ♀         | Alternatief     |
| Can't Take My Eyes of You        | Boys Town Gang                    | 3      | 1982 | Solo         | ♂         | Alternatief     |
| Everybody Needs Somebody to Love | Dancing Bros.                     | 1      | 1993 | Hold My Hand | ♂/♀/♂/♀/♂ | Hold My Hand    |
| Good Feeling                     | Flo Rida                          | 4      | 2011 | Solo         | ♂         | Extreme Version |
| Jailhouse Rock                   | Elvis Presley                     | 3      | 1957 | Line Dance   | ♀/♂/♀     | Line Dance      |
| Run the Show                     | Kat DeLuna featuring Busta Rhymes | 4      | 2008 | Solo         | ♀         | Extreme Version |
| Tribal Dance                     | 2 Unlimited                       | 1      | 1993 | Solo         | ♂         | Alternatief     |
| Umbrella                         | Rihanna                           | 2      | 2007 | Solo         | ♀         | Alternatief     |
| Wild Wild West                   | Will Smith                        | 3      | 1999 | Solo         | ♂         | Alternatief     |
| What Makes You Beautiful         | One Direction                     | 4      | 2011 | Solo         | ♂         | Extreme Version |

- Extreme Versions hebben een niveau van: 4.
- Hold My Hand is alleen beschikbaar voor de Wii, Wii U en de PlayStation Move.
- Line Dance is alleen beschikbaar voor de Xbox 360 Kinect en de PlayStation Move.

## Just Sweat Mode
De Just Sweat Mode van Just Dance 4 biedt de speler meer mogelijkheden. Tijdens de 'workout' is er een timer die de tijd in de gaten houdt en een calorieënteller, die bijhoudt hoeveel calorieën je verbrandt. De Just Sweat Modes zijn als volgt opgebouwd: (ex. Workout → Nummer → Workout → Nummer → Cool Down). In totaal zijn er 5 workouts. 
| Workout                | Genre                                        | +10 min level      | +25 min level      | +45 min level      | Danser |
| ---------------------- | -------------------------------------------- | ------------------ | ------------------ | ------------------ | ------ |
| Aerobic in Space       | Dynamic Fitness Steps / 80's Pop Music       | Moon Cruise        | Solar Trip         | Galactic Journey   | ♀      |
| Sweat Around the World | Latin Dance Practice / World Music           | Garden Steps       | Forest Dance       | Jungle Adventure   | ♂      |
| Electro Body Combat    | Cardio Fighting Exercise / Electro Music     | Amateur Match      | Pro Competition    | World Championship | ♀      |
| Cheerleaders Boot Camp | Extreme Training / Punk Rock Music           | Garage Rehearsal   | Club Concert       | Stadium Show       | ♀      |
| Swinging 60's Workout  | Funny Health Conditioning / Classy Pop Music | Breakfast Practice | Tea Party Training | Flower Power Party | ♂      |

## Battle Mode
Het spel heeft een ook een nieuwe mogelijkheid: Battle Mode waar 2 dansers op 2 nummers tegen elkaar dansen. Beide spelers hebben een gezondheidsbalkje, deze zal dalen wanneer de andere speler beter danst. Wanneer beiden balken leeg zijn, spelen zij een nieuwe ronde met een andere nummer. Iedere ronde duurt ongeveer 40 seconden. De speler waarvan het balkje het meest vol is, heeft gewonnen.
5 tracks zijn speelbaar in deze modus.
| Tracks                                                                | Artiesten                                           | Moeilijkheidsgraad | Dansers |
| --------------------------------------------------------------------- | --------------------------------------------------- | ------------------ | ------- |
| Beauty and a Beat V.S. Call Me Maybe                                  | Justin Bieber met Nicki Minaj V.S. Carly Rae Jepsen | 1                  | ♂/♀     |
| Moves like Jagger V.S. Never Gonna Give You Up                        | Maroon 5 met Christina Aguilera V.S. Rick Astley    | 2                  | ♂/♂     |
| Super Bass V.S. Love You Like a Love Song                             | Nicki Minaj V.S. Selena Gomez & the Scene           | 2                  | ♀/♀     |
| Rock N' Roll (Will Take You To The Mountain) V.S. Livin' La Vida Loca | Skrillex V.S. Ricky Martin                          | 1                  | ♂/♂     |
| Tribal Dance V.S. Rock Lobster                                        | 2 Unlimited V.S. The B-52's                         | 2                  | ♀/♂     |

## Dance Mash-up Mode
Just Dance 4 bevat 12 Dance Mash-ups.
| Song                                         | Artiest                               | Moeilijksgraad | Jaar |
| -------------------------------------------- | ------------------------------------- | -------------- | ---- |
| Beauty and a Beat                            | Justin Bieber featuring Nicki Minaj   | 2              | 2012 |
| Beware of the Boys (Mundian To Bach Ke)      | Panjabi MC                            | 2              | 1998 |
| Call Me Maybe                                | Carly Rae Jepsen                      | 1              | 2012 |
| Disturbia                                    | Rihanna                               | 3              | 2008 |
| Good Feeling                                 | Flo Rida                              | 1              | 2011 |
| Moves like Jagger                            | Maroon 5 featuring Christina Aguilera | 1              | 2011 |
| Oh No!                                       | Marina and the Diamonds               | 2              | 2010 |
| Oops!... I Did It Again*                     | The Girly Team                        | 3              | 2000 |
| Rock N' Roll (Will Take You To The Mountain) | Skrillex                              | 2              | 2010 |
| Rock Lobster                                 | The B-52's                            | 3              | 1979 |
| What Makes You Beautiful                     | One Direction                         | 2              | 2011 |
| You're The First, The Last, My Everything    | Barry White                           | 3              | 1975 |
| The Ketchup Song (Aserejé)                   | Las Ketchup                           | 2              | 2002 |

- Een *, wijst aan dat de track niet de originele versie is, maar een 'cover'.

## Puppet Master Mode
Dit spelonderdeel is alleen beschikbaar voor de Wii U. In deze mode bedient een speler de rol als 'Puppet Master', waarmee de Puppet Master de choreografie kan veranderen. De speler dient hiervoor de Wii U GamePad te gebruiken, om één choreografie te kiezen van de 4. Soms, verschijnt 'Take a Pose', wanneer men deze knop indrukt moeten de spelers de pose zo goed mogelijk nabootsen. De speler die de pose het beste nabootst, ontvangt 1000 punten.
Tot nu toe zijn er 5 tracks bevestigd die bespeelbaar zijn voor de Puppet Master Mode:
| Track                                        | Artiest                               |
| -------------------------------------------- | ------------------------------------- |
| Good Feeling                                 | Flo Rida                              |
| Moves like Jagger                            | Maroon 5 featuring Christina Aguilera |
| Mr. Saxobeat                                 | Alexandra Stan                        |
| Call Me Maybe                                | Carly Rae Jepsen                      |
| Rock N' Roll (Will Take You To The Mountain) | Skrillex                              |
| Ain't No Other Man                           | The Girly Team                        |

## Downloadable Content
Deze nummers zijn voor de Nintendo Wii:
| Liedjes                 | Artiest(en)                        | Moeilijkheidsgraad | Jaar | Mode | Danser(s) | Uitkomstdatum    | Prijs          |
| ----------------------- | ---------------------------------- | ------------------ | ---- | ---- | --------- | ---------------- | -------------- |
| Part of Me              | Katy Perry                         | 4                  | 2012 | Solo | ♀         | 9 oktober 2012   | 300 Wii Points |
| You Make Me Feel        | Cobra Starship & Sabi              | 2                  | 2011 | Solo | ♀         | 23 oktober 2012  | 300 Wii Points |
| Gangnam Style           | PSY                                | 3                  | 2012 | Duet | ♂/♀-♂-♀   | 21 november 2012 | 300 Wii Points |
| Funhouse                | P!nk                               | 3                  | 2009 | Solo | ♀         | 21 november 2012 | 300 Wii Points |
| Dagomba                 | Sorcerer                           | 2                  | 2003 | Solo | ♂         | 21 november 2012 | 300 Wii Points |
| One Thing               | One Direction                      | 1                  | 2012 | Duet | ♀/♂       | 11 december 2012 | 300 Wii Points |
| So Glamorous            | The Girly Team                     | 2                  | 2012 | Solo | ♀         | 11 december 2012 | 300 Wii Points |
| Heavy Cross             | The Gossip                         | 2                  | 2009 | Solo | ♀         | 11 december 2012 | 300 Wii Points |
| Good Girl               | Carrie Underwood                   | 1                  | 2012 | Solo | ♀         | 11 december 2012 | 300 Wii Points |
| Hit the Lights          | Selena Gomez & the Scene           | 2                  | 2011 | Solo | ♀         | 11 december 2012 | 300 Wii Points |
| Want U Back             | Cher Lloyd & Astro                 | 1                  | 2012 | Solo | ♀         | 11 december 2012 | 300 Wii Points |
| Oath                    | Cher Lloyd & Becky G               | 2                  | 2012 | Duet | ♀/♀       | 22 januari 2013  | 300 Wii Points |
| We R Who We R           | Ke$ha                              | 2                  | 2010 | Solo | ♀         | 22 januari 2013  | 300 Wii Points |
| Boom                    | Reggaeton Storm                    | 2                  | 2005 | Solo | ♀         | 22 januari 2013  | 300 Wii Points |
| The Lazy Song           | Bruno Mars                         | 1                  | 2010 | Solo | ♂         | 5 maart 2013     | 300 Wii Points |
| Gold Dust               | DJ Fresh                           | 2                  | 2012 | Solo | ♂         | 5 maart 2013     | 300 Wii Points |
| Professor Pumplestickle | Nick Phoenix & Thomas J. Bergersen | 3                  | 2006 | Duet | ♂/♂       | 5 maart 2013     | 300 Wii Points |
| Die Young               | Ke$ha                              | 3                  | 2012 | Duet | ♀/♀       | 2 april 2013     | 300 Wii Points |
| Primadonna              | Marina and the Diamonds            | 2                  | 2012 | Solo | ♀         | 2 april 2013     | 300 Wii Points |
| Baby Girl               | Reggaeton                          | 2                  | 2003 | Solo | ♂         | 2 april 2013     | 300 Wii Points |